# Mikrosieć elektroenergetyczna
Mikrosieć elektroenergetyczna (ang. micro-grid) – zbiór urządzeń wytwórczych, zasobników i odbiorników energii elektrycznej połączonych we wspólną sieć, mającą na celu zapewnienie niezawodnej dostawy energii elektrycznej oraz zminimalizowanie jej kosztu. Mikrosieci mogą być prądu przemiennego lub prądu stałego.
Mikrosieć tworzą mikroźródła oraz odbiory, które mogą pracować jako jedna całość, dostarczając energię elektryczną i ciepło.
Mikrosieci projektowane są na moce do kilku megawatów, a wszystkie urządzenia w mikrosieci znajdują się w niewielkiej odległości od siebie.
Sterowanie mikrosiecią zawiera regulację napięcia, sterowanie przepływami mocy, rozdziałem (ewentualnie ograniczeniem) obciążenia podczas wydzielania wyspy, zabezpieczenia oraz stabilność. Układy sterowania pozwalają na współpracę mikrosieci z siecią energetyki zawodowej lub na pracę wyspową, z łagodnym przejściem z jednego trybu pracy do drugiego. Mikrosieć stanowi, z punktu widzenia reszty systemu elektroenergetycznego, zamkniętą, sterowalną całość (jednostkę), która zaspokaja lokalne potrzeby. Jest to zatem sztuczna (wirtualna) elektrownia.
Dostępne technologie energoelektroniczne i przesyłowe pozwalają na dołączanie do mikrosieci szeregu źródeł energii, zarówno odnawialnej, jak i konwencjonalnej (generatory Diesla, powszechna sieć elektroenergetyczna). W mikrosieci wykorzystuje się też zasobniki energii: akumulatory, superkondensatory, koła zamachowe.
Mikrosieć stanowi, z punktu widzenia reszty systemu elektroenergetycznego, zamkniętą, sterowalną całość (jednostkę), która zaspokaja lokalne potrzeby. Jest to zatem sztuczna (wirtualna) elektrownia (ang. virtual power plant). Wykorzystanie mikrosieci jest próbą odpowiedzi na problemy integracji źródeł rozproszonych z systemem elektroenergetycznym i należy do szerszej klasy rozwiązań określanych mianem „inteligentnych” (ang. smart), takich jak: systemy (sieci) „inteligentne” (ang. smart grids), „inteligentne” układy pomiarowe (ang. smart metering), „inteligentne” przedsiębiorstwo energetyczne (ang. smart utility).